# 5. Luftwaffendivision
Die 5. Luftwaffendivision (5. LwDiv) (ⓘ) war von 1990 bis 1994 eine Division der deutschen Luftwaffe in Strausberg. Sie wurde mit der deutschen Wiedervereinigung am 3. Oktober 1990 aufgestellt und wurde zum 1. April 1994 in 3. Luftwaffendivision umbenannt. Seit dem 1. April 1963 bestand in Birkenfeld eine gleichnamige Kommandobehörde, die zum 1. April 1971 in 2. Luftwaffendivision umbenannt wurde (siehe dort).

## Aufgaben
Das Kommando 5. Luftwaffendivision war als Übergangsstruktur bis 1994 aufgestellt worden, da gemäß dem Zwei-plus-Vier-Vertrag für den Zeitraum bis zum Ende der Stationierung russischer Truppen keine der NATO unterstellten militärischen Verbände in Ostdeutschland agieren durften. Daher hatte das Kommando 5. Luftwaffendivision die Aufgabe, in Ostdeutschland die Kräfte der Luftwaffe eigenständig zu führen und dabei gleichzeitig die alten Luftstreitkräfte der Nationalen Volksarmee weitestgehend abzuwickeln.

## Geschichte
Mit dem Tage der deutschen Wiedervereinigung am 3. Oktober 1990 endete das Bestehen der Nationalen Volksarmee (NVA). Bereits im August 1990 wurden Vorkommandos der Bundeswehr in alle Bereiche der NVA entsandt. Zum 3. Oktober 1990 erfolgte die Aufstellung des Vorbereitungsstabs 5. Luftwaffendivision in der Barnim-Kaserne Strausberg (Eggersdorf) unter Leitung von Generalmajor Bernhard Mende.
Zu dieser Zeit bestanden zum Teil die bisherigen NVA-Strukturen mit dem vorhandenen Personal, so auch das Kommando LSK/LV, fort. Die Befehlsgewalt über die Kräfte der ehemaligen LSK/LV lag jedoch ab dem 3. Oktober 1990 bei der Führung des Bundeswehr. Einige Dienstposten waren mit NVA- und Luftwaffenpersonal doppelt besetzt, wobei das NVA-Führungspersonal nur beratend tätig war.
Diese Übergangszeit endete zum 1. April 1991, als die Aufstellung des Kommandos 5. Luftwaffendivision, und damit der 5. Luftwaffendivision, erfolgte.
Zur Abwicklung nicht weiter verwendeter NVA-LSK/LV-Einheiten wurde die zeitweise Aufstellung der Abwicklungsstäbe Nord in Trollenhagen und Süd in Cottbus befohlen, deren Aufgabe in der Auflösung der LSK/LV-Standorte bis zum 30. Oktober 1991 bestand. Für die Auflösung des Kommando LSK/LV wurde ein Nachkommando Eggersdorf befohlen.
1994 wurde die 5. Luftwaffendivision in Strausberg zur 3. Luftwaffendivision umbenannt mit gleichzeitiger Verlegung nach Berlin-Gatow und wurde dort aufgelöst. Die Einheiten und Verbände der 5. Luftwaffendivision wurden der 3. Luftwaffendivision unterstellt, die im Jahre 2006 ebenfalls aufgelöst wurde.

## Organisation
Der Vorbereitungsstab 5. Luftwaffendivision unterstand dem Bundeswehrkommando Ost, das zum 1. Juli 1991 aufgelöst wurde. Die Unterstellung der 5. Luftwaffendivision unter das Luftflottenkommando erfolgte im gleichen Jahr.

### Kommandeure
Die Kommandeure der 5. Luftwaffendivision waren:
| Name                             | von             | bis                |
| -------------------------------- | --------------- | ------------------ |
| Generalmajor Bernhard Mende      | 3. Oktober 1990 | 30. September 1991 |
| Generalmajor Axel-Björn Kleppien | 1. Oktober 1991 | Mai 1993           |
| Generalmajor Jürgen Höche        | Mai 1993        | 31. März 1994      |

### Verbände der 5. Luftwaffendivision
- Gefechtsstand Luftverteidigungssektor 5 in Fürstenwalde
- Radarführungskommando 3 in Fürstenwalde mit
  - Radarführungsabteilung 31 (Parchim)
  - Radarführungsabteilung 32 (Sprötau)
  - Radarführungsabteilung 33 (Pragsdorf)
  - Radarführungsabteilung 34 (Schönewalde)

- Jagdgeschwader 73 in Laage zunächst:
  - Jagdbombergeschwader 35 (F-4F Phantom II) und
  - Jagdfliegergeschwader 3/Erprobungsgeschwader MiG-29 (MiG-29)

- FlaRak-Geschwader 51 Sanitz mit Standort Prangendorf/Cammin (S-200-System)
- FlaRak-Geschwader 52 Ladeburg mit Standort Osterne (S-200-System)
- Luftwaffenmusikkorps 5

- Lufttransportgeschwader 65
  - ehemals TG-44, Neuhardenberg, Diepensee
  - ehemals TS-24, Dresden
  - ehemals THG-34, Briest und
  - ehemals VS-14, Strausberg

- Luftwaffenversorgungsregiment 5 in Trollenhagen

- Flugsicherungssektor G in Berlin-Tempelhof
- Fernmeldeabteilung 14 in Waldsieversdorf (Rotes Luch)

- V. Bataillon des Luftwaffenausbildungsregiments 1 und Fliegerhorstgruppe in Holzdorf
- III. Inspektion der Technischen Schule der Luftwaffe 3 in Bad Düben

- Außenstelle des Flugmedizinischen Instituts der Luftwaffe in Königsbrück

## Verweise